# 李石岑
李石岑（1892年—1934年10月29日），原名李邦藩，字石岑，男，湖南醴陵人，中国现代哲学家，曾在中国公学、大夏大学、复旦大学、暨南大学、中山大学担任哲学系教授。

## 生平
他出生于湖南醴陵，五岁就读私塾，后来进入长沙湖南优级师范理化科，1912年前往日本日本，次年入读东京高等师范学校。他本来尊奉儒家思想，以曾国藩为楷模，但在日本开始对儒家产生怀疑，并转而研究西方哲学。1915年，他在东京发起“学术研究会”，同年5月6日出版《民铎》。他利用杂志抨击袁世凯复辟和日本帝国主义，杂志因而遭日本政府封禁。
1919年（一说为1918），李石岑回国，继续主编《民铎》，同时担任上海商务印书馆编辑，主编《教育杂志》。此外，他还曾一度兼任《时事新报·学灯》副刊主笔，并在一些大学里兼职教授哲学。他认同五四运动，支持打倒孔家店，但也觉得五四运动存在很多问题，其最大的问题是“思想之浅薄”，各地学生但知救国，不通学问。他因此主张“学术救国”，通过《民铎》的“尼采专号”、“柏格森专号”、“进化论专号”等介绍西方哲学。
1920年10月，他随伯特兰·罗素、约翰·杜威、章太炎、蔡元培等到湖南讲学，继续介绍西方哲学。1928年夏，他赴法、英、德研究西方哲学，期间接触到马克思、恩格斯和列宁的作品，思想开始转向马克思主义。
两年后，李石岑返回上海，在大学任教。“一·二八事变”后，上海的大学停课，他应邀前往中山大学任教，但1933年秋天又返回上海，进入上海的暨南大学任教。
李石岑于1934年10月29日去世。

## 思想
李石岑是中国最早接触到尼采思想的学者，并由他引发了中国第一次“尼采热”。他“言必称尼采”，认为尼采的权力意志有一种“生生不已、自强不息”的活力，是中国人所需要的，他曾说：“我们目前第一步的工作就是在于打破中国人的固有观念，这便是改变中国人的因袭性而代之以创造性。

## 作品
- 《中国哲学十讲》
- 《人生哲学》
- 《希腊三大哲学家》
- 《现代哲学小引》
- 《哲学概论》
- 《新唯物论》